# HellermannTyton
HellermannTyton est une société développant et fabriquant des solutions de gestion des câbles pour divers marchés. HellermannTyton était cotée à la Bourse de Londres jusqu’à son acquisition par le groupe Delphi Automotive en décembre 2015. Le titre (code HTY) a été retiré en 2015.
Le groupe HellermannTyton, est fabricant de produits de fixation, d'identification, de protection des câbles et de leurs outils de pose. HellermannTyton développe également des systèmes dans le domaine des télécommunications et des tubulures de fluides. 
Le groupe est une multinationale anglo-allemande, présente dans 36 pays, dont le siège social est situé à Crawley, au Royaume-Uni.

## Historique
(mai 2016).
En France depuis 1962, la société HellermannTyton S.A.S. a son siège social depuis 1992 à Trappes dans les Yvelines. Ce siège regroupe un site de production de pièces techniques à base de matières plastiques.
En outre, un entrepôt logistique de plus de 5 000 m2  est situé à Coignières, également dans les Yvelines. Cet entrepôt sert aussi de stock central européen pour plusieurs familles de produits. Le bâtiment est chauffé à l’aide de panneaux solaires.
HellermannTyton, spécialiste de la fixation industrielle, dispose en France d’un Bureau d’Études intégré, spécialisé dans la conception et la fabrication de solutions innovantes et pointues au service de marchés requérant des performances et des niveaux de qualité élevés (par exemple: l'automobile, l'aéronautique, le ferroviaire, le naval, ou encore les infrastructures et le bâtiment).
Pour soutenir sa croissance continue depuis plusieurs années en France, HellermannTyton dispose de tous les services administratifs nécessaires tels que qualité-environnement, méthodes, assemblage-conditionnement, équipes commerciales, administration des ventes, marketing, achats, approvisionnements, finance, RH, IT.
Rappel des dates clés
1933. Ouverture de Insuloid Manufacturing Company en Angleterre.
1935. Ouverture de Paul Hellermann GmbH en Allemagne.
1957. Fusion de Hellermann avec Insuloid.
1962. Création de HellermannTyton S.A.S. en France.
En septembre 2013, Doughty Hanson & Co vend 20,9 % de ses parts HellermannTyton pour 119 m £. 
En décembre 2015, HellermannTyton est racheté par Delphi.
En décembre 2017, Delphi se sépare en deux entités, Delphi Technologies et Aptiv. Depuis cette date, HellermannTyton appartient à Aptiv.

## Origine du nom
Le nom HellermannTyton a été créé à partir du nom du fondateur, Paul Hellermann, et du système d'assemblage de câbles en continu « Tyton System ». En 1999, ce nom est repris en tant que nom de marque mondiale pour toutes les sociétés opérant au sein de ce groupe. Le logo HellermannTyton est composé de deux couleurs bleu (Pantone 280) et rouge (Pantone 032).